# San Pantaleone (D'Annunzio)
San Pantaleone è una raccolta di novelle pubblicate da Gabriele D'Annunzio nel 1886 presso l'editore Barbera di Firenze.
Fa parte di un ciclo di racconti a sfondo abruzzese, composto da Terra vergine (1882) e da Il libro delle vergini (1884). Gran parte di queste novelle saranno rielaborate dallo stesso D'Annunzio per la raccolta definitiva Le novelle della Pescara, pubblicata nel 1902 dall'editore Treves.

## Struttura e contenuto
L'opera contiene un gruppo di 17 novelle che in buona parte andranno a confluire, a volte con nuovi titoli, nella nuova raccolta de Le novelle della Pescara (1902).
L'ambiente dannunziano è sempre l'Abruzzo del 1800, incentrato precisamente nella Val della Pescara, inclusi anche gli abitati di Chieti, Ortona, Francavilla al Mare e San Vito Chietino. A differenza del Libro delle Vergini, d'Annunzio rafforza la sua analisi della natura villana e pastorale degli abitanti abruzzesi di basso ceto, mostrandoli in tutto il loro aspetto selvaggio, violento e animalesco, raffigurando in particolar modo il metodo di questi pastori nel confrontarsi tra loro in particolari eventi, come feste, ricorrenze, tragedie e catastrofi naturali. Ciò che D'Annunzio ne desume è ferocia e rabbia contro il prossimo e contro ciò che è diverso dalla loro natura, nonché cieca superstizione cattolica e credenza sfrenata verso Dio sino all'autolesionismo.
Il tema è quello bucolico-pastorale della sua gente, raccontato attraverso la chiave verista di Verga. I titoli in questa raccolta sono:
- San Pantaleone
- Annali d'Anna
- L'idillio della vedova
- La siesta
- La morte di Sancio Panza
- Il commiato
- La contessa d'Amalfi
- Turlendana ritorna
- La fine di Candia
- I marenghi
- Mungià
- La fattura
- Il martirio di Gialluca

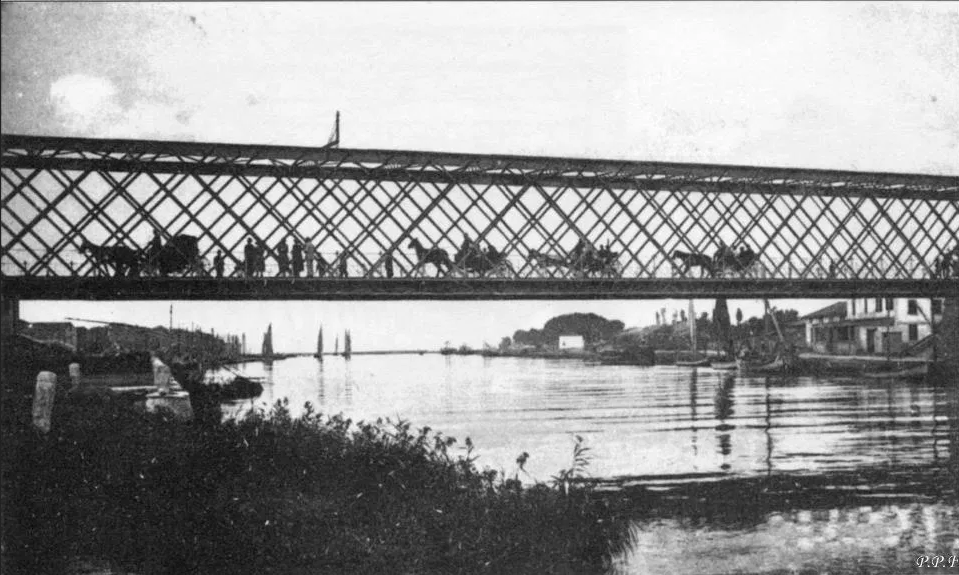
Ponte carrabile sulla Pescara, sostituito nel 1934 dal Ponte Littorio, il ponte per cui si consumò la scaramuccia riportata da D'Annunzio tra pescaresi e castellamaresi

- La guerra del ponte. Capitolo di cronaca pescarese
- L'eroe
- Turlendana ebro
- San Làimo navigatore

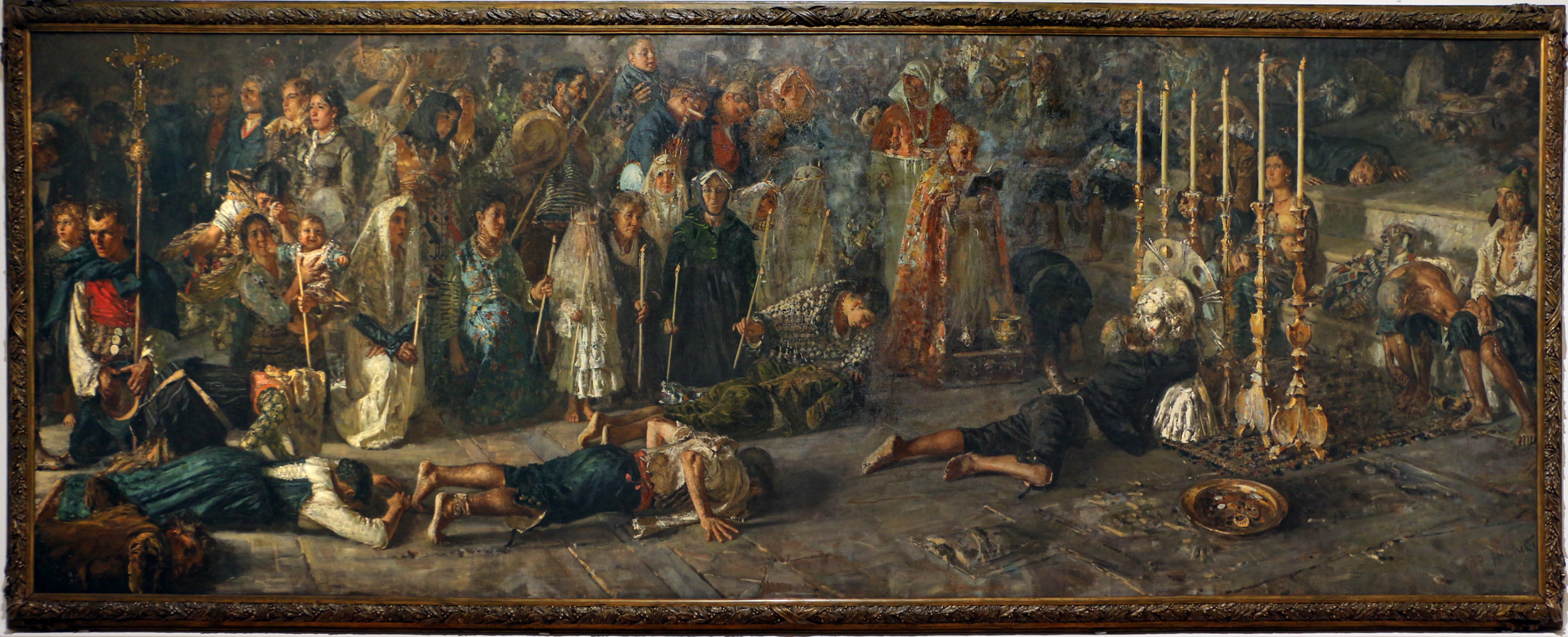
Il voto di Francesco Paolo Michetti (1883), Galleria Nazionale d'Arte Moderna, Roma. L'opera rappresenta le devozione popolare verso il busto argenteo (trafugato poi dai tedeschi) di San Pantaleone nel paese di Miglianico (CH)

- San Pantaleone: è il santo patrono del paese di Miglianico (CH), poco distante da Pescara. D'Annunzio insieme all'amico Michetti soggiornò nel paese prima di scrivere le novelle, lo stesso Michetti realizzò una grande tela conservata nella Galleria d'Arte Moderna a Roma; il tema è la guerra di quartiere di due confraternite religiose.  Il santo dai miglianichesi è molto venerato, sin dal 1566, quando il paese fu attaccato dai Turchi, e il miracolo del santo avrebbe fatto sì che la gente non venisse massacrata, e che la sua statua non fosse rimasta inviolata dagli infedeli. D'Annunzio mette per l'ennesima volta in scena il fanatismo religioso abruzzese, facendo contrapporre ancora una volta le confraternite: del Patrono e di un tal San Gonselvo, traendo spunto da fatti di cronaca realmente accaduti nel chietino e non solo. Nello scontro rimane gravemente ferito il popolano Pallura, che aveva chiesto dei ceri per il santo Pantaleone. La rabbia della gente monta, sospettando che autori del pestaggio siano stati i confratelli di San Gonselvo, e organizzano una spedizione punitiva, prelevando dalla cappella della parrocchia la statua di San Pantaleone, e soffermandosi davanti alla sede della confraternita nemica con urla e improperi. La chiesa viene presa d'assalto con le due torme di uomini che sorreggono le statue, e si compie una carneficina a suon di roncole e coltelli, finché non risulta vincitrice la confraternita di San Gonseolvo, dato che cade l'altra statua insieme ai confratelli.

La Basilica di San Tommaso di Ortona nel primo '900, com'era prima della distruzione bellica del 1943

- Annali d'Anna: nelle Novelle della Pescara è la seconda, intitolata "La vergine Anna", e D'Annunzio intende raccontare quasi un secolo interno dell'Abruzzo chietino-pescarese, citando ad esempio le repressioni borboniche che ci furono a Pescara, i tumulti per le feste, le tradizioni popolari di Ortona per San Tommaso, ecc . Anna Minella nasce nel 1817, nel rione di Porta Caldari. Dopo un incidente nella Cattedrale di San Tommaso Apostolo nel 1823, durante la venerazione del Santo, essendo stata miracolata, Anna inizia i primi passi verso la strada della monacazione. I segnali si fanno ancora più evidenti quando Anna riceve la prima comunione, e in quest'occasione D'Annunzio ritrae il tipico topos della moltitudine di folla osannante, in un sentimento collettivo che sconfina nel fanatismo religioso, poiché le comari che avevano dormito sul pavimento della Cattedrale in occasione della festa patronale, per lo slancio di andare a venerare il busto reliquiario, finiscono schiacciate nella calca.
Cresciuta, nel 1843 la ragazza diventa una raccoglitrice di olive, e si conosce con un ragazzo di Tollo con cui fa amicizia, nel frattempo il sentimento di pietà verso il prossimo si fa sempre più grande, così come l'avvicinamento a Dio, soprattutto dopo la situazione pietrosa in cui le muore l'asino di compagnia, barbaramente dileggiato dai contadini che infieriscono sulla carogna. Un male corporale inizia ad assillare Anna, sintomo della futura malattia del martirio, e fa voto di castità nella basilica di San Tommaso.
Nel 1851 durante la festa del Rosario di Pescara, Anna s'ammala, ma pregando la Vergine rinsavisce immediatamente, provocando lo stupore generale. Nel 1865 in seguito alla morte del padre, Anna torna ad Ortona, e conosce nel lavoro Zacchiele, che la introduce allo studio elementare delle Sacre Scritture.
Qualche tempo dopo i due iniziano ad amarsi e progettando di sposarsi, essendo una coppia "benedetta" per purezza spirituale. Nel 1857 una guerra tra confraternite pescaresi per la processione del Cristo, sconvolge Anna, tuttavia il capitano delle milizie riesce a mantenere la calma. L'episodio è interessante per la descrizione della chiesa di San Giacomo degli Spagnoli, oggi non più esistente a Pescara, posta su via dei Bastioni.
Sempre in quest'anno i due si sposano, ma Zacchiele muore nell'alluvione della Pescara presso Porta Giulia, nel quartiere Cappuccini; Anna prende la tragedia come un castigo divino per la rottura del patto di castità, nel 1858 il nuovo male infantile dei polmoni si rifà vivo, ma la vergine trova la guarigione pregando una lapide ritraente Cristo nella stanza. L'anno 1860 è quello del trasloco verso Ortona, nonché un pezzo di storia della città, descritto da D'Annunzio con minuzia, che precede l'annessione dell'Abruzzo al Regno d'Italia: le milizie delle caserme borboniche vengono evacuate, il re Vittorio Emanuele II giunge in città tra grandi clamori. Anna va a vivere nel convento dei Cappuccini, esercitando l'arte della medicina farmaceutica, e fa amicizia con frate Mansueto, con cui spesso si reca in pellegrinaggi, offrendo le sue cure agli ammalati.

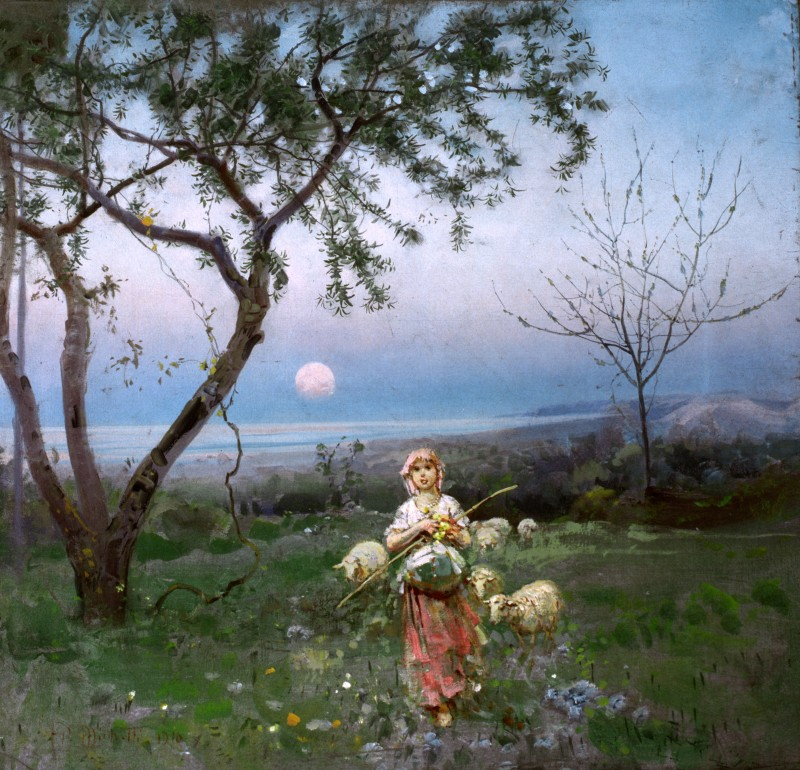
F.P. Michetti, Paesaggio abruzzese, 1910

- Idillio della vedova: nelle Novelle corrisponde a "Veglia funebre". Ambientata a Castellammare Adriatico, comune accanto Pescara, con cui si unirà nel 1927, descrive il compianto funebre al sindaco Biagio Mila nella camera ardente. La vedova Rosa è disperata, accompagnata dal chierico Emidio, fratello di Biagio. Durante la veglia notturna, dopo alcune battute scambiatesi, Emidio cerca di calmare Rosa, e da qui la narrazione si sposta brevemente a descrivere come i due siano stati in passato amanti segreti. Tornando al presente, la figura del morto in decomposizione sembra istigare i due a un nuovo adulterio, tanto che Emidio fa la prima mossa, e una folata di vento spegne le fiamme dei ceri. Allora l'abbandono è completo.
- La siesta: corrisponde alla novella "Il traghettatore", nell'edizione del 1902. Donna Laura Albonico, sposata a un nobile per convenienza, quando aveva solo 18 anni ebbe un rapporto amoroso con il marchese di Fontanella, rimanendo incinte partorendo, senza però conoscere veramente suo figlio perché le fu immediatamente sottratto per evitare scandali. Passati molti anni, il marchese invecchia e arriva in punto di morte, e nel momento di spasimo finale, davanti a donna Laura, venuta a trovarlo riguardo al conto di suo figlio, viene a sapere che è un tal Luca Marino che vive a Pentima (ossia Corfinio). Ormai donna Laura è anch'essa anziana, sul punto di morire, e desidera andare a trovare il figlio che non ha mai conosciuto, e si mette in cammino, non senza gravi fatiche. Scopre che Luca fa il traghettatore sulla Pescara, e prosegue il viaggio, passando per un paese dove si assiste a una raccapricciante torma di vagabondi e miserevoli deformi che chiedono l'elemosina, fino a giungere alla sponda del fiume. Donna Laura non riesce a confidarsi con il figlio traghettatore, vinta dalla commozione, e dalla pausa di non riuscire a iniziare il filo del discorso, così arriva all'altra sponda del fiume, mentre i malati cenciosi di poco prima rincorrono la barca, aizzando un ritardato mentale a chiedere l'elemosina, al punto quasi di aggredire donna Laura, che proprio nel momento in cui Luca torna dall'altra parte del fiume, si getta in acqua per raggiungerlo, in un impeto di amore materno. Purtroppo però affoga, e viene ritrovata da Luca, tornato a riprenderla, quando si accorge di qualcosa che urta costantemente contro la barca.
- La morte di Sancio Panza: corrisponde nelle Novelle, a "Agonia". rappresenta la summa della sofferenza umana del gruppo di novelle dannunziane dove chiaramente è ripreso il naturalismo macabro presente nella raccolta Terra vergine (1882), mediante la metafora animalesca, dato che qui il bambino è paragonato a un macaco inebetito incapace di parlare. La scena è semplice, in una famiglia alto borghese un bambino di nome Sancio è gravemente ammalato, colto da meningite acuta con paralisi della mandibola. L'eccessiva e cieca premura della madre e della cognata non sembrano dar conto all'ultimo desiderio del bambino, di accarezzare il cane, e quanto più Sancio si avvicina ad esso, assai maggiormente la mamma si allontana dalla bestia, finché Sancio non muore di stenti, consumando le ultime forze tendendo le mani verso la bestia.
- Il commiato: verrà ripreso nel 1889 per il romanzo Il piacere, cap. 1 del libro I. La scena è quella del commiato di Andrea (futuro Andrea Sperelli) ed Elena sua amante. La scena è molto breve, nel romanzo verrà ampliata con più particolari: i due si stanno lasciando sopra un ponte, probabilmente il ponte di ferro sulla Pescara, prima che Elena parta dalla stazione. Però ha sete, e i due si recano in un'osteria: qui avviene l'introduzione del naturalismo dannunziano, la descrizione miserevole dei clienti, degli uomini attorno a un braciere, di un infante ammalato che sta per morire di fame per il suo grave male. I due giovani inorriditi escono dall'osteria e si danno l'addio.

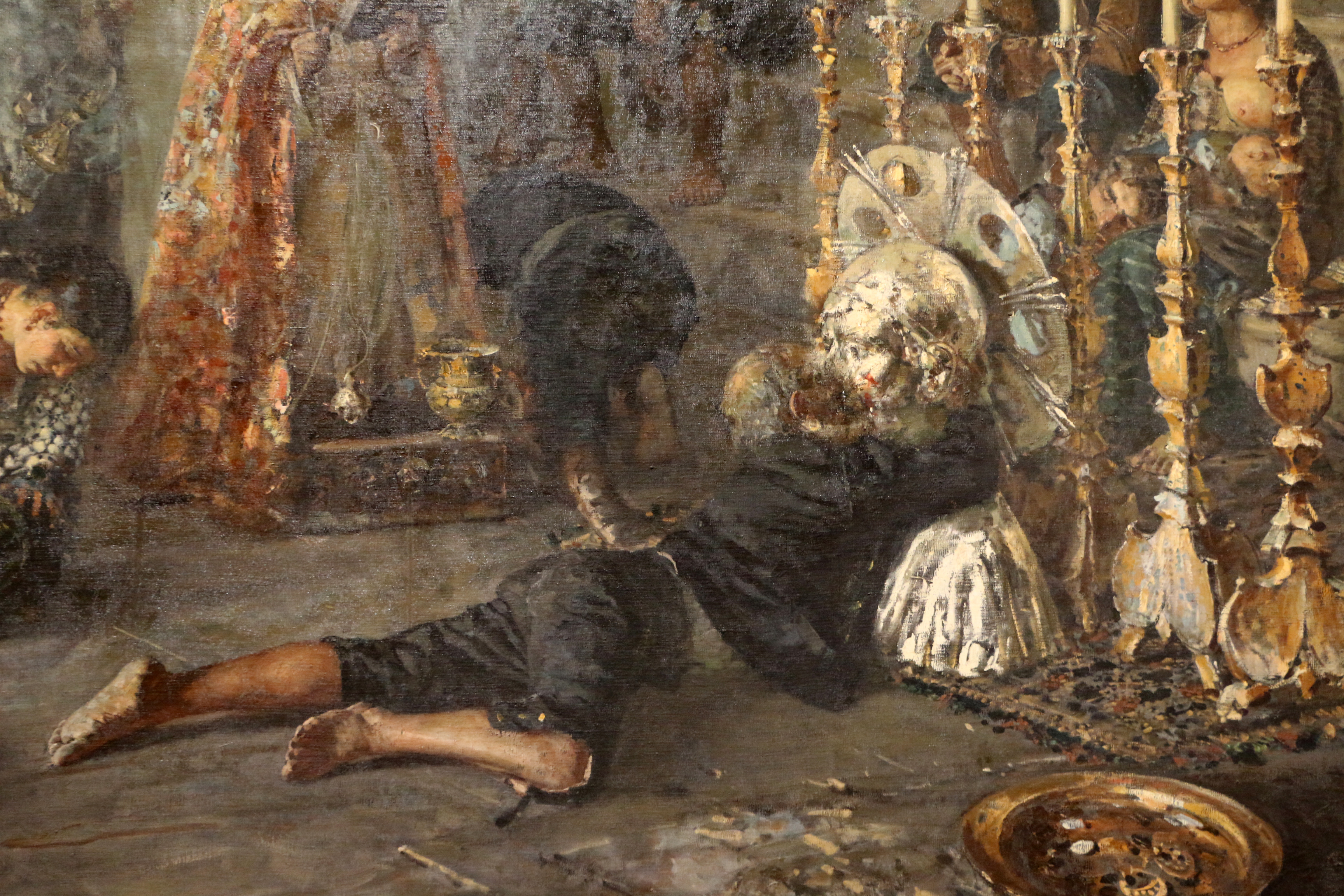
Il voto di Michetti, particolare del fedele che abbraccia il busto di San Pantaleone nella chiesa di Miglianico (CH)

- La contessa d'Amalfi: novella che descrive anche uno spaccato di vita altoborghese di Pescara e Castellammare. Donna Violetta Kutufà abbandona l'amante don Giovanni, che scoppia in pianto. La notizia si sparge per il paese, tra i frequentatori del caffè, nobili, dottori, avvocati. Da qui segue il racconto a ritroso mediante flashback sul conto di donna Violetta, un'attrice teatrale di Corfù, una sorta di fèmme fatale alla Madame Bovary, che giungendo nella tranquilla cittadina di provincia di Pescara, ha infiammato gli animi degli alto borghesi di turno e dei nobiluomini, in vista della sua piéce teatrale. Dopo aver descritta in carrellata nobiluomini e alti signori immaginari di Pescara e dintorni, D'Annunzio parlando del momento dello spettacolo, descrive la figura del dandy don Giovanni Ussorio, che cade innamorato della primadonna. Nei giorni seguenti, don Giovanni trova il modo di avvicinare Violetta nella festa del carnevale, e più avanti di dichiararle il suo amore. Successivamente lei va a vivere dal dandy in un palazzetto presso quella che oggi è la Piazza Garibaldi di Pescara. Le varie cerimonie e incontri che si tengono sono, alla maniera di Giovanni Verga, citando Mastro-don Gesualdo, un motivo semplice per descrivere una carrellata di curiosi personaggi di provincia, nell'intenzione di dipingere un quadro di vita locale, in grande fervore per la venuta della sensuale donna straniera, che ha scosso il comune andazzo della vita quotidiana. Tornando, al fine della novella, al presente, la cameriera Rosa di don Giovanni, riesce finalmente a consolare il dandy ferito nel cuore per la partenza improvvisa della "contessa d'Amalfi", e pian piano riuscirà ad ereditare tutti i suoi beni.
- Turlendana ritorna / Turlendana ebro:  sono due novelle legate dallo stesso filone narrativo; il contadino Turlendana si reca a Pescara dalle montagne, in groppo a un cavallo, suscitando la curiosità del popolo, poiché non tornava in città da molti anni, da quando aveva lasciato la moglie Rosalba Catena, scoprendo però che la donna si è risposta, avendolo creduto morto. Inizia la seconda novella dove Turlendana per la disperazione si ubriaca, vagando per Pescara in piena notte, in seguito correndo per la campagna, incontrando la carcassa del cavallo con cui era giunto in città. E così termina la sua vita oppresso dall'estremo dolore.

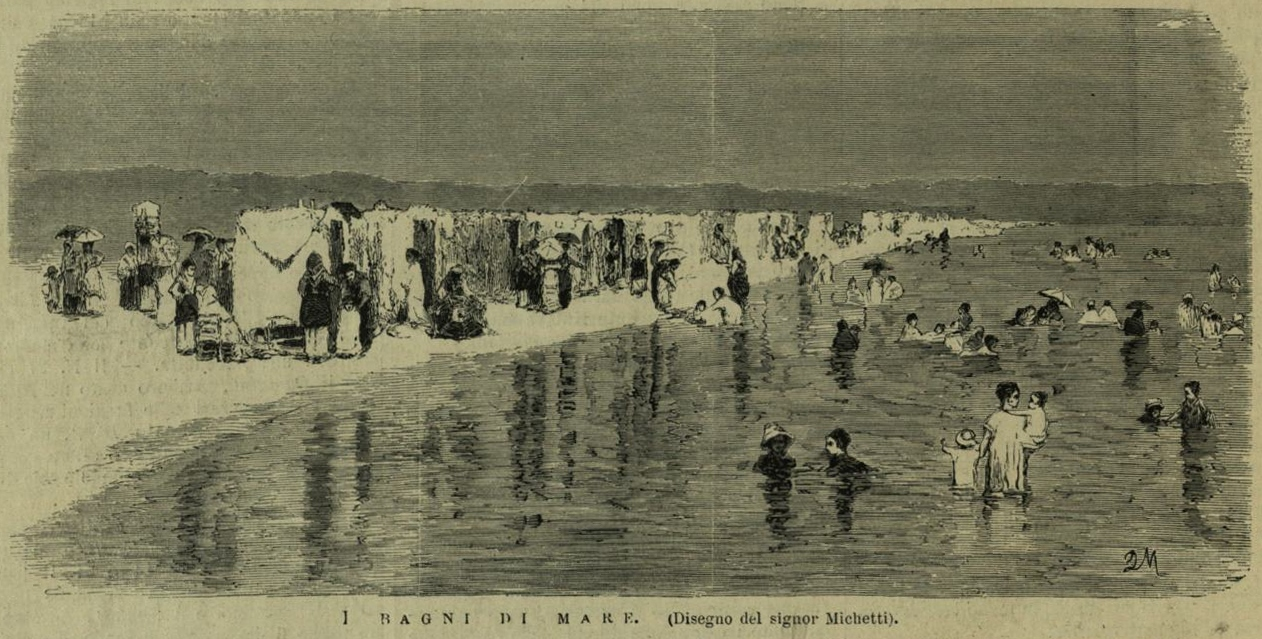
F.P. Michetti per "Illustrazione italiana", i bagni al mare di Francavilla, 1877

- La fine di Candia: a lavandaia Candia Marcanda lavora presso la casa di donna Cristina Lamonica, una facoltosa donna di Pescara, occupandosi anche del tinello e del servizio di posate da cucina. Un giorno le donne si accorgono che manca un cucchiaio nel servizio posate, e immediatamente le colpe ricadono su Candia, additata come ladra e scacciata dalla famiglia e insultata dalla popolazione, benché lei non possa difendersi, non essendo creduta circa la sua innocenza. Viene persino convocata nel Comune riguardo alla faccenda, ma siccome non ci sono prove, Candia viene prosciolta, ma la sua dignità in paese è ormai compromessa per sempre, non venendo più chiamata da nessuna signora per i servigi. Passando del tempo, Candia si avvilisce sempre di più, arrivando a sbrigare pessimamente il suo lavoro, sino ad auto lesionarsi, e ad impazzire lentamente e a morire sola e non creduta, nemmeno nelle ore di agonia.
- I marenghi: in una taverna, il viandante Passacantando ha un alterco con la locandiera "l'Africana", benché già si conoscano e siano amanti. Passacantando da buono strozzino è venuto a riscuotere la sua paga, e non essendoci molto, la donna gli indica la camera del marito. I due compiono il furto nel buio con successo; il soggetto è molto semplice e banale, poiché D'Annunzio di maggior risalto alla resa della forma, ossia con molti scambi di battute in dialetto, e con descrizione dei momenti di massima tensione, con numerose descrizioni fisiologiche dei protagonisti.
- Mungià:si tratta di una sorta di vecchio cantore-santone cieco, paragonato da D'Annunzio ad un "Omero abruzzese". L'uomo ha una casa presso l'arco di Porta Nuova, e viene venerato dalla gente come un Cristo profetico e un potente taumaturgo, e la novella è in gran parte ricolma di descrizioni di guarigioni e miracoli da malattie, pustole, persone in punto di morte provenienti da mezzo Abruzzo, salvo poi brindare con bicchieri di vino, in un augurio abruzzese: "Quistu vino è dòlige e galante; a la saluta de tutti quante!".
- La fattura: Mastro Peppe "La Bravetta" per i suoi sette starnuti di mezzogiorno possiede un podere sulla riva destra della Pescara, nel rione Sant'Antonio abate, e in occasione della sua festa di gennaio, uccide annualmente un porco. Il giorno dell'uccisione dell'ennesimo maiale, La Bravetta incontra due amici che gli propongono un affare, anziché salare il maiale mastro Peppe lo venderà, mettendo in mezzo una possibile reazione della moglie, che aveva sempre tenuto sotto scacco il marito col suo carattere, adducendo la scusa che, in caso di richiesta da parte di lei, mastro Peppe dirà che gli hanno rubato il porco. Dato che mastro Peppe si rifiuta, gli amici pensano di burlarlo, per prendersi i soldi della vendita, facendo prima ubriacare mastro Peppe, poi portandolo a casa, e rubandosi infine il maiale ucciso. Il giorno dopo mastro Peppe dà in escandescenze per il furto del maiale, e gli amici gli propongono di rivolgersi a una fattucchiera per scoprire il ladro, facendosi dare altri soldi per la commessa. Gli amici vanno dal complice speziale, con del letame che fanno trasformare in due pillole zuccherate, da far prendere a mastro Peppe a mo' di medicina, in modo da far scoprire il ladro; ma gli amici ugualmente riuniscono altri compari del rione, dopo aver suggerito a mastro Peppe di aver mescolato le pillole nel vino Montepulciano, spiegandogli il potere del falso farmaco. Mastro Peppe dunque invita i compagni a far festa per Sant'Antonio e ingerisce le pillole, mentre i compagni fanno finta di far lo stesso, accompagnando con il vino, e immediatamente sente l'amaro in bocca, sputando e rimanendo gabbato davanti all'ilarità dei congiurati.
- Il martirio di Gialluca: nelle Novelle questa è l'ultima, chiamata "Il cerusico di mare". Sei uomini s’imbarcano dal porto di Pescara per la giornata di pesca. Uno di questi, di nome Gialluca, mostra un bubbone di ferita non rimarginata, e all’inizio nessuno gli dà retta, finché la ferita inizia lentamente a suppurare e putrefarsi, provocando dolori lancinanti. Preso si scopre che la ferita è un tumore, e gli amici si improvvisano medici chirurgi per tagliare la parte marcia e medicarla alla meno peggio, ma più di una volta sbagliano l’operazione perché Gialluca terrorizzato si dimena, soffrendo ancora di più dolori atroci, fino al compimento dell’operazione. Dopo qualche giorno, Gialluca peggiora, e presto muore, invocando il suo protettore San Rocco, e il cadavere viene messo in un sacco e gettato in mare, e alle prime domande di alcuni pescatori, incontrati al ritorno al molo di Pescara, viene fatta correre la notizie di una tempesta, e della scomparsa in mare di Gialluca per le violente onde.

Le parti nemiche si esercitano assiduamente in offese e in rappresaglie, l'una osteggiando con tutte le forze il fiorire dell'altra. E poiché oggi è prima fonte di prosperità la mercatura, e poiché Pescara ha già molta dovizia d'industrie, i Castellammaresi da tempo mirano a trarre i mercanti su la loro riva con ogni sorta di astuzie e di allettamenti.
Ora, un vecchio ponte di legname cavalca il fiume su grossi battelli tutti incatramati e incatenati e trattenuti da ormeggi. Li odii tra i Pescaresi e i Castellamaresi cozzano su quelle tavole che si consumano sotto i laboriosi traffici cotidiani. E, come per di là le industrie cittadine si riversano su la provincia teramana e vi si spandono felicemente, oh con qual gioia la parte avversa taglierebbe i canapi e respingerebbe i sette rei battelli a naufragare!»
(Gabriele D'Annunzio, La guerra del ponte)
- La guerra del ponte. Capitolo di cronaca pescarese:il titolo è in riferimento alla lotta che si consumò realmente nella metà dell'Ottocento, tra Pescara e Castellammare, la novella si apre con un consigliere del Comune di Pescara che intende accendere la miccia per far avere più autonomia e potere alla cittadina contro Castellammare, proprio in vista dell'epidemia di colera. Si prosegue con alcuni brevi fatti di cronaca di piccoli focali di colera che si sono propagati nella Val Pescara. A causa del timore del nuovo focolaio, il mercato degli agricoltori di Pescara non fa un soldo, e dopo che si sparge la notizie della morte di tre donne di Villareale, anche a Pescara arrivano i primi casi di colera, e la descrizione si sofferma sulla stupidità dei paesani che rifiutano di prendere i rimedi dei dottori, spaventati dalla loro stessa coda, finendo per morire del male. Proprio in vista del colera, scoppia la guerra fratricida tra Pescara e Castellammare per il ponte di legno che permetteva il collegamento tra i due comuni, poiché Castellammare desiderava scalzare la vecchia città-caserma per i vantaggi del traffico commerciale, essendo sorto anche il rione del Borgo Marino alla foce del fiume, composto da pescatori. Essendo il ponte malandato, il sindaco di Castellammare fa in modo di chiudere il traffico, offrendo un pagamento ai pescaresi per il passaggio in barca all'altra sponda per accedere al mercato del pesce. Pescara risponde catturando i viandanti e i lanzichenecchi provenienti da Castellammare ("il Gran Nimico"). Ben presto a Pescara scoppia l'anarchia popolar,e la giunta comunale viene sciolta, e vengono erette barricate contro l'ambasciata castellammarese, e per un'intera giornata le due fazioni si lanciano insulti dalle due rive del fiume, finché tutto non si risolve in un nulla di fatto, che non abbia il sapore dello sfottò di fazioni rivali.

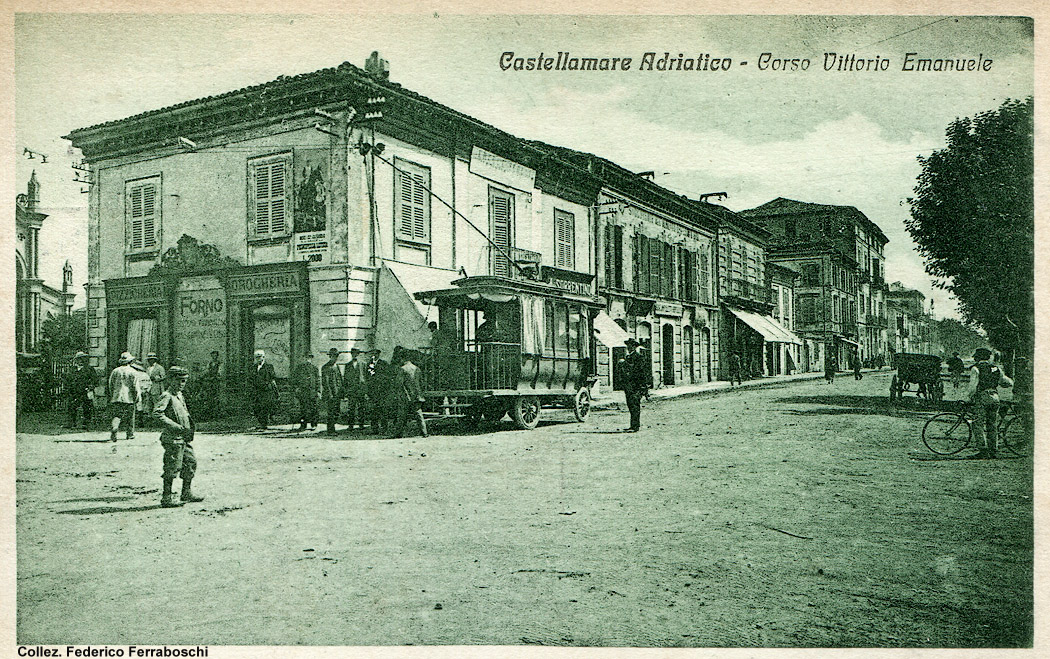
Castellammare Adriatico (Pescara), veduta di corso Vittorio Emanuele nel 1910

- L'eroe: nelle Novelle è la novella che segue subito a "Gli idolatri", ossia al "San Pantaleone" aprente di questa raccolta. Il tema è sempre la guerra tra confraternite per il culto di San Pantaleone a Miglianico, dopo la zuffa, la folla di ricompone e va a messa nella chiesa, per adorare la statua di San Gonselvo, nel giorno a lui dedicato, suscitando l'ira da parte dei "sanpantaleonesi". Data la deposizione "simbolica" del santo patrono, viene celebrata una festa in onore di San Gonselvo, con offerte da parte del popolo. Un cafone soprannominato "Ummalidò", si inginocchia davanti alla statua, ha una mano molto danneggiata per lo scontro di pochi giorni prima, e dato che è perduta, il cafone col coltello se la taglia di netto, e l'offre in dono al santo, gridando "Sande Gunzelve, a te le offre!".
- San Làimo navigatore: non presente nelle Novelle, è ambientata in un'epoca non precisata, di sicuro prima dell'epoca di D'Annunzio, ed è una sorta di agiografia cattolica, che narra le vicende del piccolo Làimo, trovato presso la spiaggia da un pescatore, e affidato alle cure del marchese di città. Il destino di Làimo di navigare il mare con successo appare quasi da subito segnato dal fatto che viene adagiato su una grande conchiglia come culla; cresciuto, Làimo diventa molto famoso come navigatore, pescando abbondanza di pesci, e divenendo celebre tra il Mediterraneo e il Mar Nero. Segue la narrazione di scorrerie contro i pirati Turchi, dell'assalto a Baghdad per liberare delle fanciulle. Al limite della sua fama e della sua potenza, viene colto dalla parola del Signore, e dunque si converte, cambiando completamente la sua natura di truce e potente conquistatore e navigatore, ma divenendo pastore di genti.

## Il naturalismo di Verga

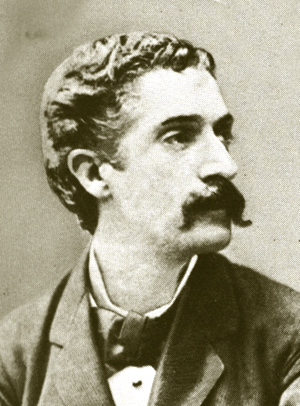
Ritratto di Verga

Nel periodo della stesura delle novelle, D'Annunzio si ispirò alle tematiche del romanzo I Malavoglia di Giovanni Verga. Egli si allontana così dal periodo carducciano, intendendo rappresentare in maniera schietta e senza infarcimenti poetici la crudezza della vita semplice e umile degli abitanti della sua terra. Come si proponeva Verga nel suo "ciclo dei vinti", D'Annunzio analizza le perplessità e le freddezze di ogni componente delle classi sociali di Pescara, condannando sia ricchi che poveri nella loro cecità e nella loro provincialità esistenziale, completamente chiusi e ostili a qualsiasi forma di novità, e fedeli solo alle vecchie e logore tradizioni.
Tuttavia D'Annunzio non riesce completamente a raggiungere gli obiettivi di Verga, giacché la sua prosa, anziché ripercorrere le tematiche dell'artificio di regressione e dell'eclissi del narratore nella vicenda trattata, usa pur sempre artifici retorici e sufficientemente ricchi di vocaboli complessi e nobili, arrivando addirittura a commentare la vicenda con i condizionali "direi"; tuttavia egli a differenza di Verga riesce a far calare il lettore nella narrazione e nel contesto storico e ambientale, facendo parlare i personaggi rudi nel dialetto tipico abruzzese. Ciò nei romanzi verghiani non era assolutamente possibile, per via di una scelta poetica di Verga stesso.
La raccolta del San Pantaleone è un'innovazione del naturalismo di Verga da parte di D'Annunzio, sul piano elaborativo delle novelle, composte in maniera più originale e ricercata, alcune sono molto più che semplici bozzetti, e sono dotati di più capitoli. C'è una salto di qualità decisivo per lo stile, la descrizione ora appassionata, ora ricca di particolari anatomici, trasudanti ribrezzo e distacco, quando il poeta deve parlare di personaggi ammalati, o d'estrazione bassa di Pescara, o di antichi riti cattolici che sfociano spesso e volentieri nella superstizione e nel fanatismo, come il rito di San Pantaleone a Miglianico.
D'Annunzio si distacca dai bozzetti in stile squisitamente carducciano di Terra vergine (1882) e della prosa aulica e parnassiana del Libro delle vergini (1884) per creare una raccolta non prettamente organica, ma le cui novelle intendono rappresentare saldamente il nuovo programma dannunziano che seguiva all'epoca la scia del verismo. Interessante notare un "frammento", come D'Annunzio lo definiva nelle lettere  all'editore Treves, nel momento della realizzazione del primo romanzo: Il piacere (1889); tale frammento vede i protagonisti Andrea ed Elena, successivi protagonisti del romanzo, e ripercorre la prima parte del volume, del commiato lungo la passeggiata al Pincio, prima del lungo flashback di Andrea Sperelli che interesserà tutta la narrazione del romanzo.